# Nottinghamshire County Cricket Club
Le Nottinghamshire County Cricket Club est un club de cricket anglais qui représente le comté traditionnel du Nottinghamshire. C'est l'une des dix-huit équipes qui participent aux principales compétitions anglo-galloises. Elle porte le nom Nottinghamshire Outlaws pour les compétitions de limited overs cricket. Fondé en 1841, le club participe à la saison inaugurale du County Championship, en 1890. Il a remporté la compétition cinq fois depuis. Il joue la plupart de ses matchs à domicile à Trent Bridge.

## Palmarès
Trophées remportés par l'équipe première :
- County Championship (6) : 1907, 1929, 1981, 1987, 2005, 2010.
- Pro40 et prédécesseurs (1) : 1991.
- Friends Provident Trophy et prédécesseurs (1) : 1987.
- Twenty20 Cup : aucun titre.
- Benson & Hedges Cup (1) : 1989.

Trophées remportés par l'équipe réserve :
- Second XI Championship (2) : 1972, 1985
- Second XI Trophy : aucun titre.
- Minor Counties Cricket Championship : aucun titre.

## Joueurs célèbres
- Richard Hadlee
- Alfred Shaw
- Arthur Shrewsbury
- Garfield Sobers
- Harold Larwood